# Музей партизанской славы (Пожня)
Музей партизанской славы — музей в деревне Пожня Торопецкого района Тверской области.
Является одним из филиалов Тверского государственного объединённого музея.

## История
С 5 сентября 1941 года до середины января 1942 года на территории Торопецкого района вели активную борьбу с оккупантами Торопецкий, Плоскошский, Сережинский партизанский отряды. После освобождения, 16 июля 1942 года при Военном Совете Калининского фронта был создан штаб партизанского движения (д. Шейно в 3 км от Пожни), который 6 сентября 1942 года был переименован в представительство Центрального Штаба партизанского движения при Военном Совете Калининского фронта. Здесь в 1942—1943 годах проходили подготовку, а затем забрасывались во вражеский тыл связные, диверсионные группы, партизанские отряды. Осуществлялось руководство боевой деятельностью партизанских отрядов и бригад на оккупированных территориях Калининской области (включая Великолукскую), Белоруссии и Латвии.
Музей партизанской славы в Пожне открыт 7 мая 1977 года.

## Экспозиция
В экспозиции музея представлены материалы и документы о зверствах немецких войск на оккупированной территории Калининской (Тверской) области, развертывании всенародного партизанского движения, боевой деятельности партизанских бригад и отрядов, работе подпольных райкомов, боевом содружестве партизан Калининской области, Латвии и Белоруссии. Представлено оружие, личные вещи партизан, листовки, подпольные газеты и портативная типография.

## Галерея

Экспозиции музея партизанской славы в Пожне.
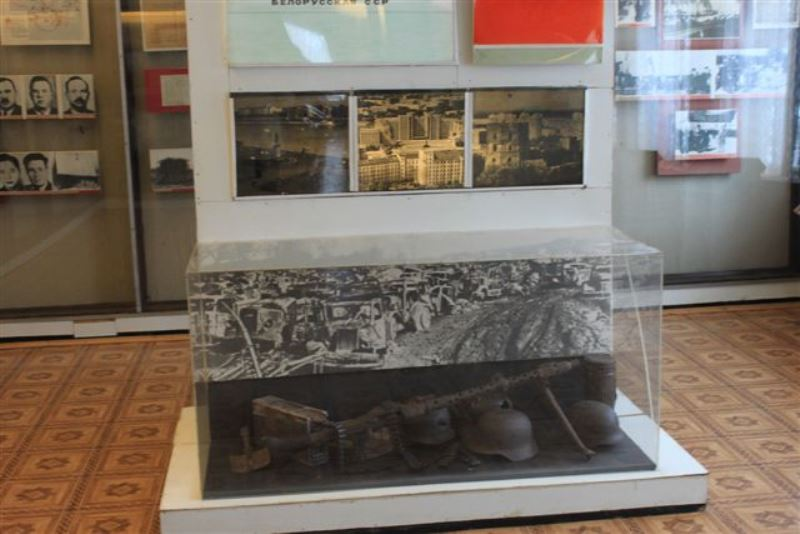
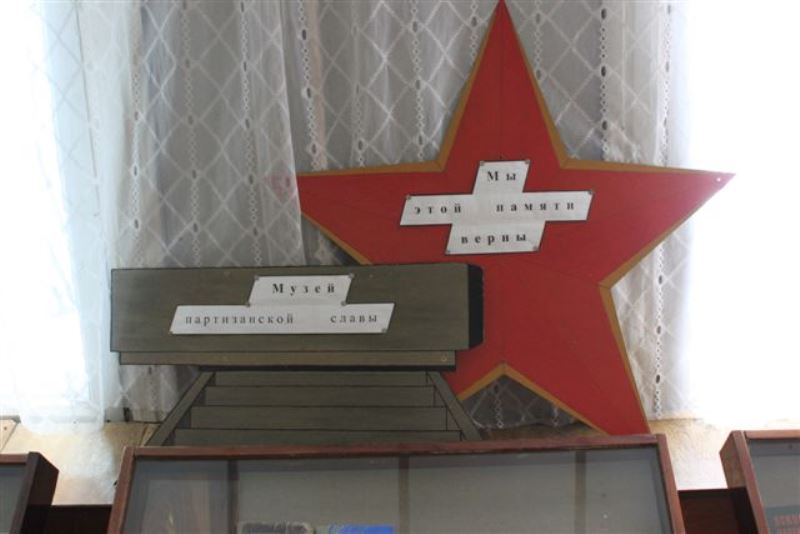
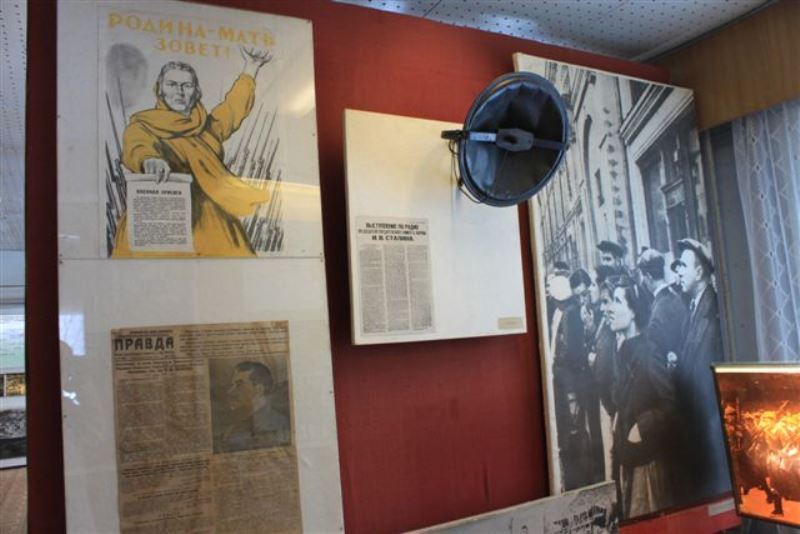